# Във вашия дом 10: Игри на ума
Във вашия дом 10: Игри на ума (на английски: In Your House 10: Mind Games) е десетото pay-per-view събитие от поредицата Във вашия дом, продуцирано от Световната федерация по кеч (WWF). Събитието първоначално се провежда на 22 септември 1996 г. във Филаделфия, Пенсилвания.

## Обща информация
Основното събитие на шоуто е Шон Майкълс, който защитава Световната титла в тежка категория на WWF срещу Менкайнд. Също така в шоуто Димящите дула (Барт Гън и Били Гън) защитават Световните отборни титли на WWF срещу Оуен Харт и Британския Булдог. Бившият олимпийски спортист Марк Хенри прави своя дебют в професионалния кеч. По време на мача между Брадшоу и Вега, двама кечисти от местната промоция Extreme Championship Wrestling (ECW), Томи Дриймър и Сендмен са показани до ринга на първия ред, намесвайки се в мача, преди да бъдат изхвърлени от арената. Това поставя началото на работните отношения между WWF и ECW. С пускането на WWE Network през 2014 г. това шоу става достъпно при поискване.

## Резултати
| №                                         | Резултати                                                                                                | Правила                                                        | Време |
| ----------------------------------------- | --- | -------------------------------------------------------------- | ----- |
| 1                                         | Савио Вега побеждава Марти Джанети (с Лейф Касиди)                                                       | Индивидуален мач                                               | 05:22 |
| 2                                         | Савио Вега поб. Джъстин Брадшоу (с Чичо Зебекия)                                                         | Мач с карибско въже с Харви Уипълман като специален гост съдия | 07:09 |
| 3                                         | Жозе Лотарио поб. Джим Корнет                                                                            | Индивидуален мач                                               | 00:56 |
| 4                                         | Оуен Харт и Британския Булдог (с Кларънс Мейсън) поб. Димящите дула (Барт Гън и Били Гън) (ш) (със Съни) | Отборен мач за Световните отборни титли на WWF                 | 10:59 |
| 5                                         | Марк Хенри поб. Джери Лоулър чрез предаване                                                              | Индивидуален мач                                               | 05:13 |
| 6                                         | Гробаря поб. Златен прах (с Марлена)                                                                     | Мач с последна завеса                                          | 10:23 |
| 7                                         | Шон Майкълс (ш) (с Жозе Лотарио) поб. Менкайнд (с Пол Беарър) чрез дисквалификация                       | Индивидуален мач за Световната титла в тежка категория на WWF  | 26:25 |
| - (ш) – указва шампиона/шампионите в мача | |                                                                |       |